# 羽犬塚站

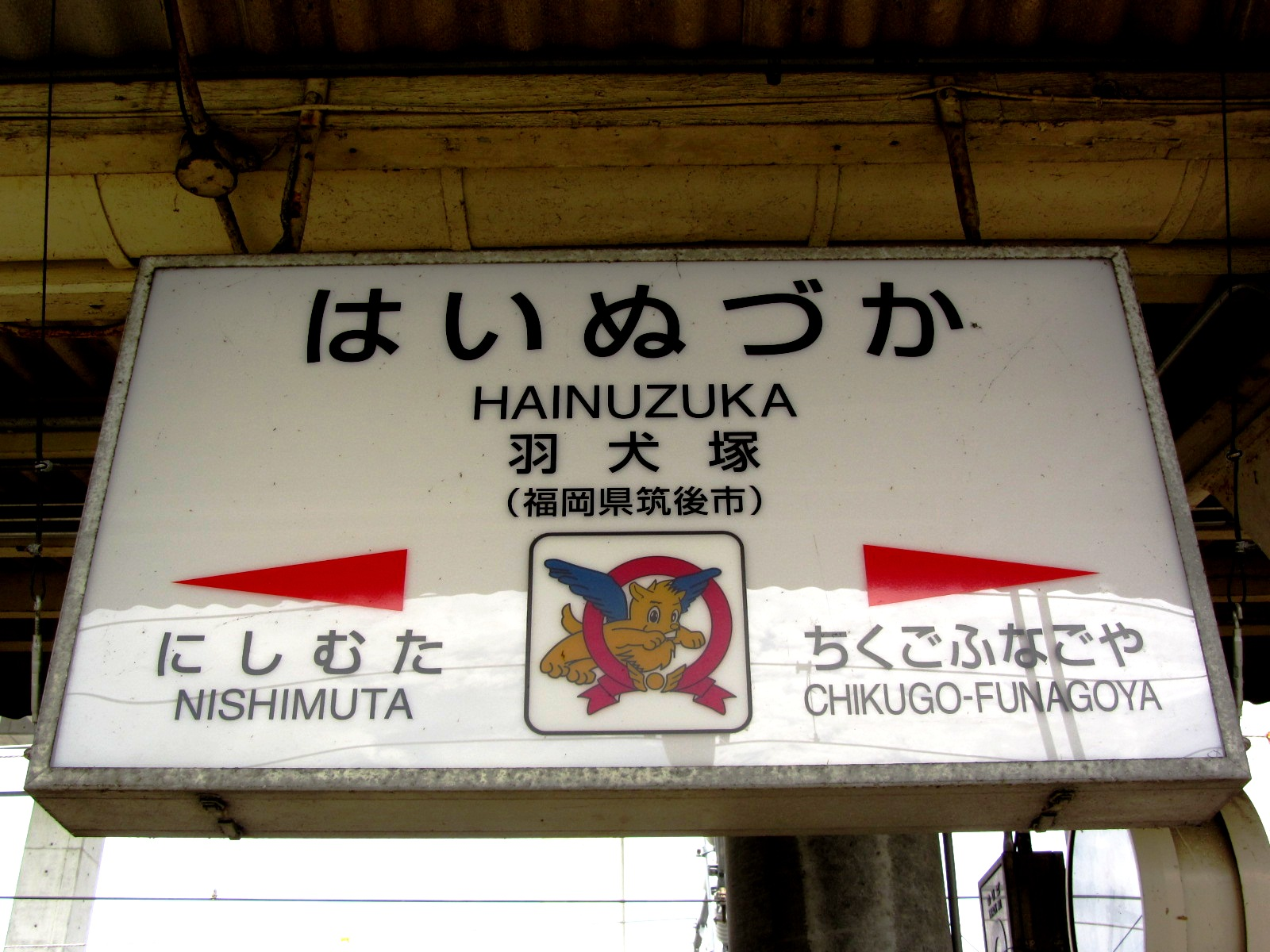
站名牌

羽犬塚站（日语：／ Hainuzuka eki */?）是位於福岡縣筑後市大字山之井，九州旅客鐵道（JR九州）的鹿兒島本線車站。車站編號為JB20。
此站為筑後市中心車站，也是八女地周的玄關口。為快速停車站，主要日間從博多方向的快速、區間快速會在此站折返。另外，此站也是特急停車站。
關於車站名稱，是來自當時車站位於八女郡羽犬塚村。
此站曾經為矢部線起點車站。

## 歷史
- 1891年（明治24年）4月1日 - 九州鐵道車站啟用[1]。
- 1907年（明治40年）7月1日 - 九州鐵道國有化，成為帝國鐵道廳車站。
- 1945年（昭和20年）12月26日 - 矢部線 此站至黑木站之間開業。
- 1965年（昭和40年）11月 - 2代目本屋完成。
- 1985年（昭和60年）4月1日 - 矢部線廢止[1]。
- 1987年（昭和62年）4月1日 - 伴隨國鐵分割民營化，車站由九州旅客鐵道（JR九州）和日本貨物鐵道（JR貨物）營運。
- 1996年（平成8年）3月16日 - 再沒有貨物列車停站。
- 1996年（平成8年）8月 - 車站重建。
- 2001年（平成13年）4月1日 - 貨物列車服務廢止。
- 2006年（平成18年）10月28日 - 隨著九州新幹線高架橋工程進行，使用臨時車站大樓。
- 2009年（平成21年）3月1日 - 此站可以使用IC卡「SUGOCA」[3]。
- 2009年（平成21年）12月26日 - 新車站大樓開始使用。
- 2018年（平成30年）9月28日 - 引入車站編號。

## 車站構造
車站是一座地面車站，設有1面1線的單式月台和1面2線的島式月台，合共設有2面3線的混合式月台。車站大樓位於路線東邊。各月台設有跨線橋連接。
車站大樓是一座鋼筋混凝土平房，設有自動閘機和自動售票機，另外設有觀光訊問處、便利店、餐廳、和菓子、特產八女茶商店。由於此站鄰接九州新幹線計劃路線，因此車站大樓需重置，在重置時設有臨時車站大樓，最後在2009年12月26日開始使用新車站大樓。
此站是由JR九州鐵道營業管理的業務委託車站。車站大樓內設有綠色窗口。

### 月台
| 月台 | 路線       | 上下行 | 方向                   | 備註                        |
| ---- | ---------- | ------ | ---------------------- | --------------------------- |
| 1    | 鹿兒島本線 | 下行   | 大牟田、玉名、熊本方向 | 但是待避列車會使用2號月台   |
| 2・3 | 鹿兒島本線 | 上行   | 久留米、鳥栖、博多方向 | 2號只會作待避或從此站出發用 |

在1985年（昭和60年）前，矢部線列車使用0號月台。

## 使用狀況
在2018年（平成30年）度，1日平均乘車人次為3,009人。
以下是各年度1日平均使用人次。
| 年度               | 1日平均 乘車人次 | 1日平均 上下車人次 |
| ------------------ | ---------------- | ------------------ |
| 2006年（平成18年） | 3,126            | 沒有公布           |
| 2007年（平成19年） | 3,062            | 沒有公布           |
| 2008年（平成20年） | 3,075            | 沒有公布           |
| 2009年（平成21年） | 3,017            | 沒有公布           |
| 2010年（平成22年） | 3,065            | 沒有公布           |
| 2011年（平成23年） | 沒有公布         | 6,007              |
| 2012年（平成24年） | 沒有公布         | 6,001              |
| 2013年（平成25年） | 沒有公布         | 6,204              |
| 2014年（平成26年） | 沒有公布         | 6,121              |
| 2015年（平成27年） | 沒有公布         | 6,293              |
| 2016年（平成28年） | 3,102            |                    |
| 2017年（平成29年） | 3,073            |                    |
| 2018年（平成30年） | 3,009            |                    |

## 車站周邊
車站前設有「羽犬塚」地名由來的羽犬銅像。銅像在九州新幹線高架橋興建工程中遷移至市民之森公園。車站周邊是筑後市中心。
- 筑後市政廳
- 福岡縣立八女高等學校（日语：福岡県立八女高等学校）
- 福岡縣立八女工業高等學校（日语：福岡県立八女工業高等学校）
- 筑後郵局（日语：筑後郵便局）
- 水田天滿宮（日语：水田天満宮）（西南方約2公里）

曾經設有日清製粉筑後工場專用線，在1996年廢止。

## 巴士路線
- 西鐵巴士（日语：西鉄バス）（西鐵巴士久留米（日语：西鉄バス久留米）） - 站前迴旋路內設有「羽犬塚站前」巴士站。
  - 8：筑後市立醫院 → 八丁牟田站 → 大川市政廳 → 大野島農協前
  - 50,53：筑後駕駛考試中心（日语：筑後自動車運転免許試験場）（只有53） → 高良台 → 聖瑪麗醫院前 → 西鐵久留米（日语：西鉄久留米バスセンター） → 六門（日语：六ツ門町） → JR久留米站
  - 50,53：船小屋溫泉（日语：船小屋温泉） → 筑後船小屋站
  - 55：西牟田 → 荒木站前 → 西町 → 西鐵久留米 → 六門 → 市政廳前（日语：久留米市役所） → JR久留米站
- 堀川巴士（日语：堀川バス） - 車站斜對面設有「羽犬塚」候車室。在該處設有候車室、車票售票處、巴士折返地點，為一座巴士總站。設有路線經八女市中心（福島）前往八女市內的舊黑木町、舊矢部村。部分班次經youme Town八女、龜之甲（舊國道442號）。
  - 鵜之池 → youme Town八女 → 龜之甲 → 福島 → 長野 → 黑木、矢部、星野
  - 福島 → 福島高校（日语：福岡県立福島高等学校）、公立醫院、Bengala村

## 相鄰車站
九州旅客鐵道
鹿兒島本線
- 特急「有明」停車站

■快速
荒木（JB18）－羽犬塚（JB20）－筑後船小屋（JB21）
■區間快速
荒木（JB18）－（部分停西牟田（JB19））－羽犬塚（JB20）－筑後船小屋（JB21）
■普通
西牟田（JB19）－羽犬塚（JB20）－筑後船小屋（JB21）

### 曾經存在的路線
日本國有鐵道
矢部線
羽犬塚－花宗

## 注腳
1. 1 2 3 4 5 6 7 8 9  . 週刊朝日百科. 33号 熊本駅・嘉例川駅・大畑駅ほか. 朝日新聞出版. 2013-03-31: 21.
2. 1 2 3  . JR九州鐵道營業.   [2016-10-23]. （原始内容存档于2016-04-12）.
3. ↑  . 交通新聞 (交通新聞社). 2009-03-03: 1.
4. ↑  .   [2020-04-03]. （原始内容存档于2020-05-04）.
5. ↑   (PDF). 筑後市.   [2019-03-05]. （原始内容存档 (PDF)于2019-03-06）.
6. ↑   (PDF). 筑後市.   [2019-03-05]. （原始内容存档 (PDF)于2019-03-06）.

## 外部連結
- 羽犬塚（車站資訊） - 九州旅客鐵道